# Luhtabacka
Luhtabacka (finska: Luhtaanmäki) är en stadsdel i Vanda stad i landskapet Nyland. 
Luhtabacka ligger i nordvästra Vanda vid gränsen till Nurmijärvi kommun. Grannstadsdelar i Vanda är Ripuby, Sjöskog, Kivistö, Käinby och Västra. Stadsdelen är glest bebodd och består mestadels av jordbrukslandskap. Tavastehusleden går genom området. 